# Michelino da Besozzo

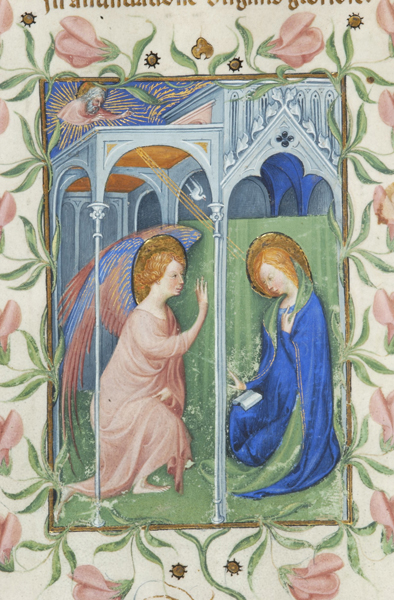
Miniature du Libro d'Ore.

Michelino da Besozzo est un peintre et miniaturiste italien du style gothique international, entre gothique et Renaissance, qui a été actif principalement en Lombardie de 1388 à 1450, se rattachant à l'école lombarde.

## Biographie

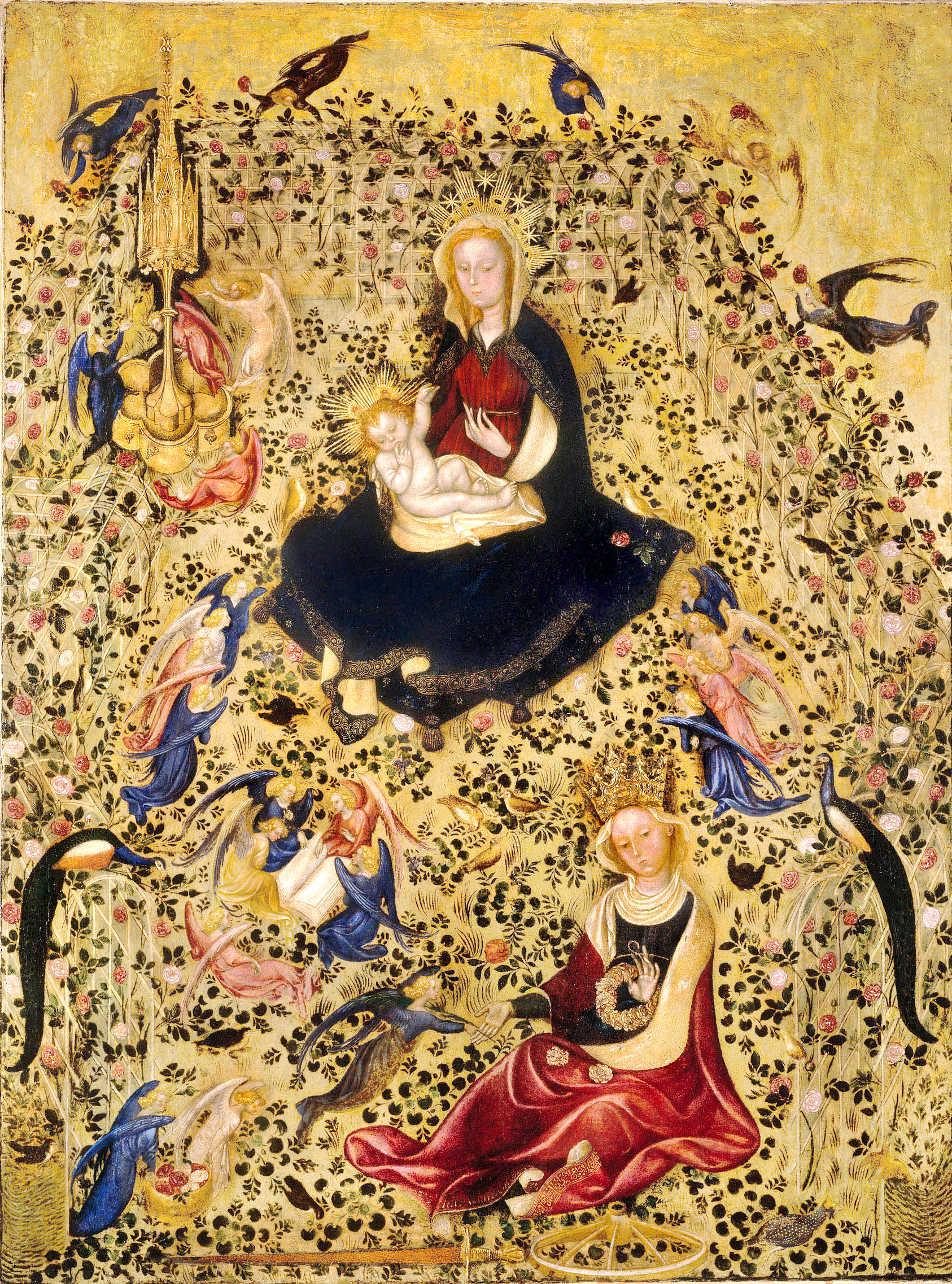
Madonna del Roseto, Museo Castelvecchio, Verona

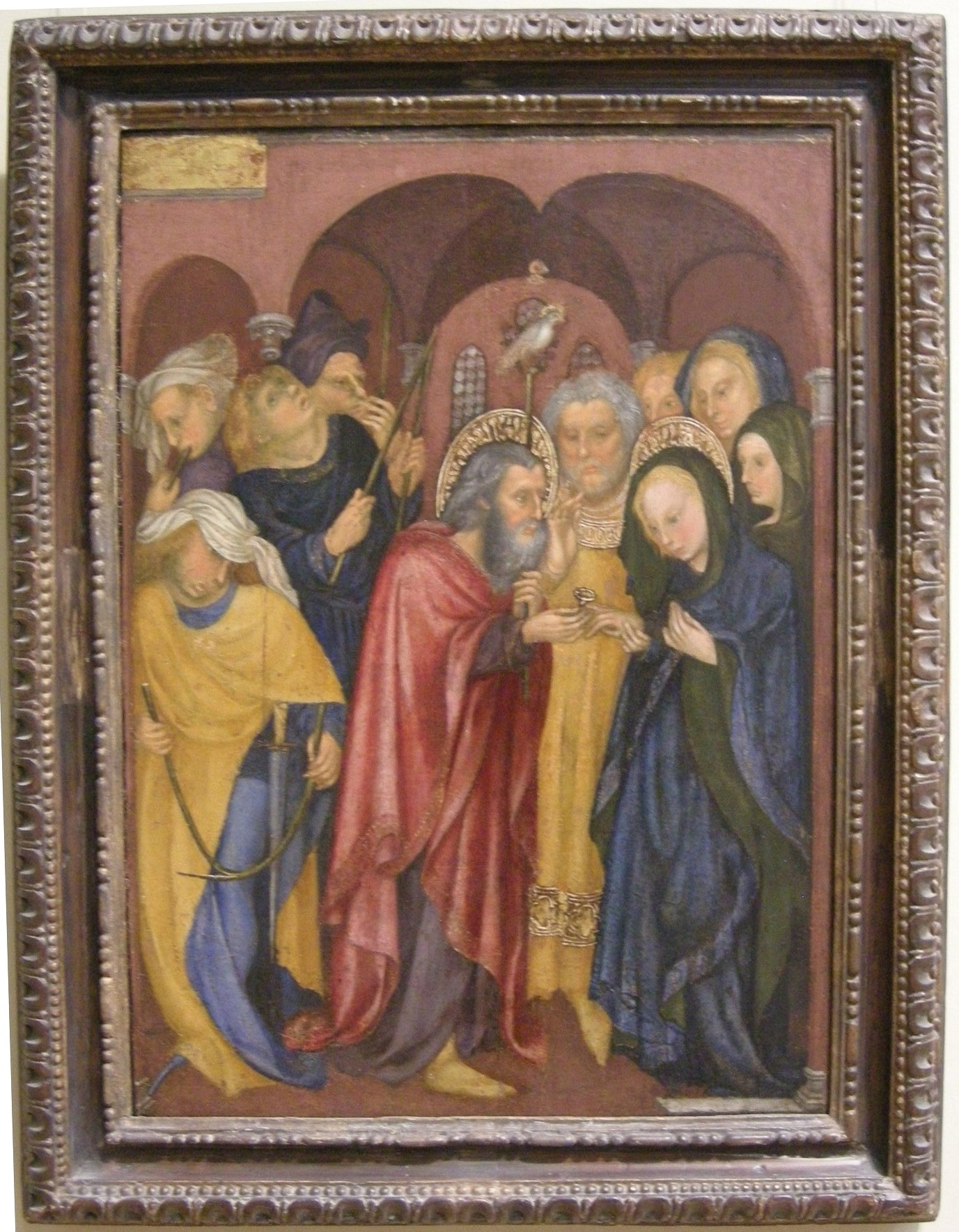
Sposalizio della Vergine, Metropolitan museum of art, New York

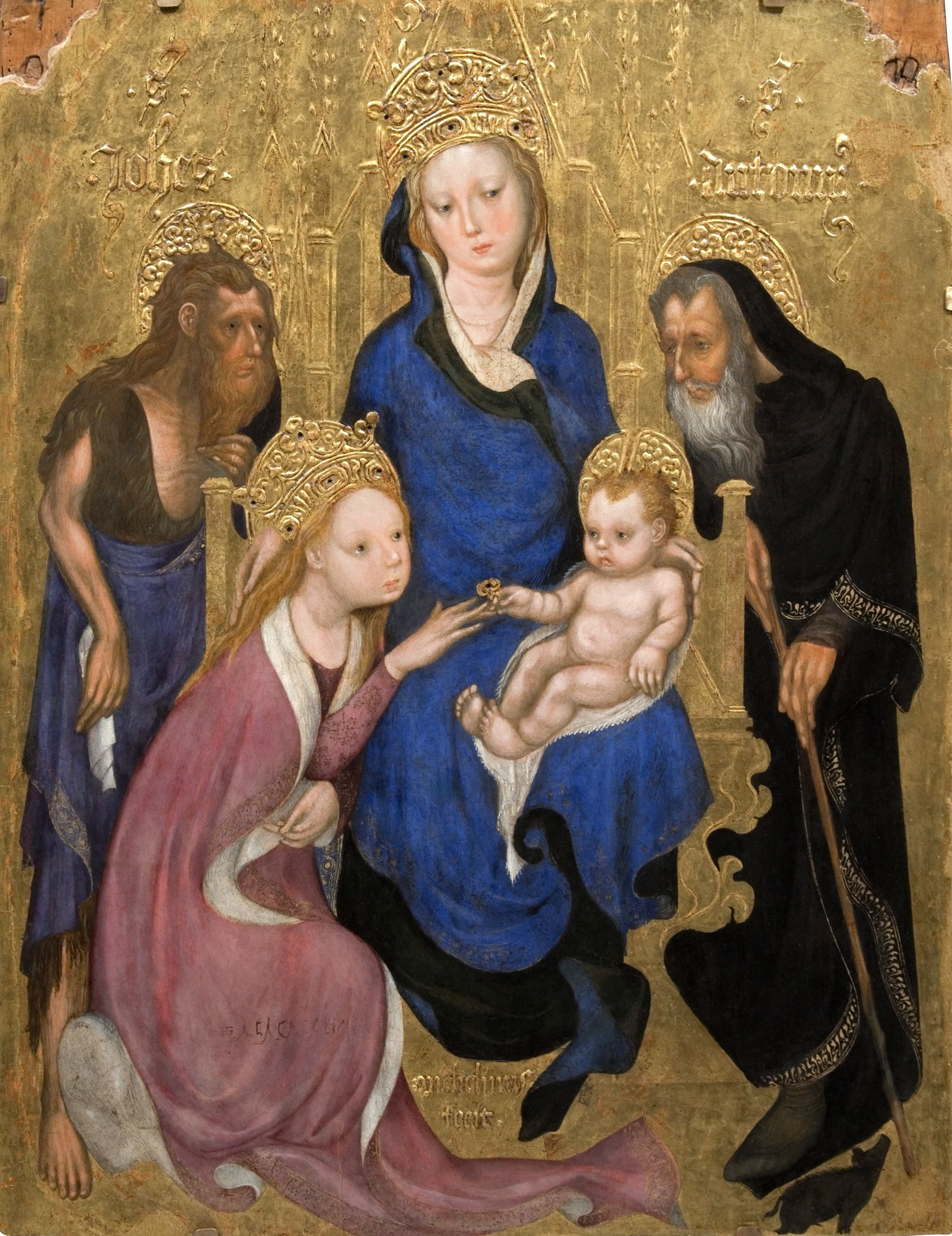
Mariage mystique de sainte Catherine, Pinacothèque nationale, Sienne

On ignore la date exacte de sa naissance (vers 1370). Les premières traces de son travail se trouvent à Pavie, pour des œuvres aujourd'hui disparues : des Scènes de la vie de saint Augustin dans le monastère attenant à la basilique San Pietro in Ciel d'Oro (1388) ; le retable (1394) commandé par Filippo Orsi en l'église Santa Mustiola.
En revanche, la petite fresque représentant La Pietà qu'il a peinte pour le portail de la chapelle du château Visconti, également à Pavie, est conservée.
En 1403, il exécute la décoration du manuscrit portant le discours prononcé par Pietro da Castelletto pour l'éloge funèbre de Gian Galeazzo Visconti, conservé à la Bibliothèque nationale de France, à Paris.
En 1404 on le voit cité pour la première fois, et de manière élogieuse, dans les Annales du dôme de Milan.
Entre 1404 et 1407, il réside en Vénétie, avec une présence documentée à Venise en 1410 et 1414, en même temps que Gentile da Fabriano. En 1414, ils travaillent ensemble aux miniatures du codex Cornaro, avec les Epistole di san Gerolamo (British Library de Londres).
En 1414, il est actif à Vicence où il participe à la décoration de la chapelle Thiene, en l'église de la Sainte-Couronne. Ce serait à cette époque que remonteraient la Madone del Roseto conservée au musée Castelvecchio à Vérone, le Matrimonio mistico di santa Caterina (signé « Michelinus fecit ») conservé à la Pinacothèque nationale de Sienne, et le Sposalizio della Vergine, aujourd'hui au Metropolitan Museum of Art de New York.
Vers 1417-1418, il est de retour en Lombardie, où il travaille à Monza, à la réalisation de fresques dans la basilique Saint-Jean-Baptiste. En 1418, les Annales du Duomo le citent à nouveau pour la réalisation d'une Madone sur la voute, ainsi que pour de nombreuses peintures et travaux sur verre, dont il reste un témoignage dans le vitrail de la chapelle de saint Quirico et sainte Juliette. 
Pour l'Œuvre du Duomo, il réalise également la décoration d'une statue du Christ (en 1439, œuvre perdue) et (sans doute en collaboration avec son fils) un panneau de bois peint sur ses deux faces, utilisé comme étendard pour les traditionnelles processions du 2 février, et connu sous le nom de Madonna dell'Idea.
Entre 1430 et 1440, il réalise les fresques (notamment Madonna col Bambino e santi) de la première chapelle de gauche dans l'abbaye de Viboldone.
Entre 1440 et 1450, il décore, à la demande de Filippo Visconti et de sa fille Bianca Maria, la chapelle de San Martino.
Les dernières traces de son activité sont enregistrées au début des années 1450. Il travaille alors pour la famille Borromeo, dans le  palais familial (Rocca Borromea di Angera) et dans l'église Santa Maria Podone (Milan, Curia Arcivescovile), où il réalise la fresque du Corteo dei Magi, à la demande du comte Vitaliano.
Tout au long de sa vie, il a également réalisé de nombreuses miniatures. Entre 1395 et 1405, il travaille notamment sur le Codex Libro d’Ore (conservé à la bibliothèque d'Avignon) dont sont extraites la Natività de la Bibliothèque Ambrosienne de Milan, et quatre miniatures de saints conservées au musée du Louvre à Paris.
Son fils Leonardo a, lui aussi, été peintre.